# 1723 Klemola
1723 Klemola este un asteroid din centura principală, descoperit pe 18 martie 1936, de Yrjö Väisälä.